# Emboli
En emboli er et objekt, som eks. en blodprop, der føres fra ét sted til et andet i kroppen, hvor det sætter sig fast i et kar og forårsager vævsdød i det tilstoppede kars forsyningsområde. En embolus bevæger sig med blodstrømmen indtil den når en arterie, som den ikke kan passere, hvor den sætter sig fast. For eksempel kan løsrevne tromber fra benenes vener sætte sig fast i lungearterierne og danne lungeemboli.
Behandling af emboli kan bl.a. omfatte operativ fjernelse, trombolytisk behandling eller antikoagulationsbehandling
| Sygdom | Spire Denne artikel om sygdom er en spire som bør udbygges. Du er velkommen til at hjælpe Wikipedia ved at udvide den. |